# James Pryde

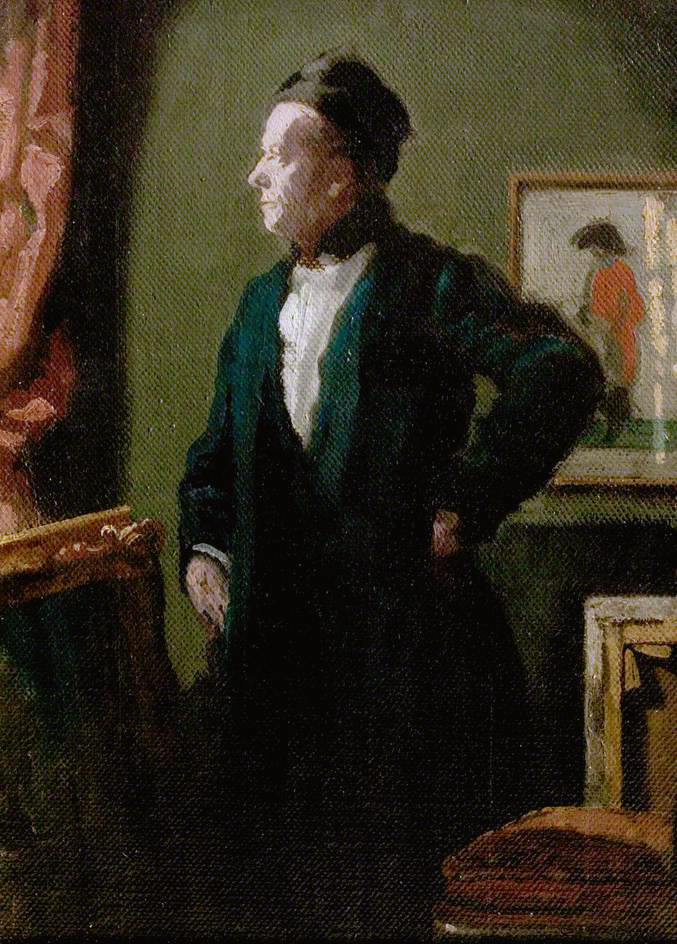
James Ferrier Pryde como Scarron, por James Ferrier Pryde. Autorretrato como Scarron óleo sobre lienzo 40,6 x 30,5 cm.

James Pryde (Edimburgo, 30 de marzo de 1866-24 de febrero de 1941) fue un artista británico que trabajó principalmente en obra gráfica.
Su hermana Mabel se casó con William Nicholson en 1893, después de que los dos se conocieran mientras estaban estudiando. Formaron la asociación Beggarstaff Brothers, que duró solo hasta alrededor de 1900, explotando xilografías en particular en un innovador diseño de carteles.
Más tarde, trabajó en litografías. En 1930 diseñó los escenarios para el Otelo de Paul Robeson en el Teatro Savoy.